# Qagan Shuangwa
Die Staatsweide Qagan Shuangwa (chinesisch 嵯崗雙娃牧場 / 嵯岗双娃牧场, Pinyin Cuógǎng Shuāngwá Mùcháng) liegt im Norden des Neuen Linken Bargu-Banners, das zum Verwaltungsgebiets der Stadt Hulun Buir im Autonomen Gebiet Innere Mongolei der Volksrepublik China gehört.
Qagan Shuangwa hat eine Fläche von 1255 km² und hatte Ende 2005 knapp 3500 Einwohner. Das Verwaltungsgebiet der Staatsweide grenzt im Osten und Süden an die Großgemeinde Qagan, im Süden auch an den Hulun Hu, im Westen an den Jalainur-Minenbezirk der Stadt Manjur und im Norden, getrennt durch den Grenzfluss Ergun He an Russland. Qagan Shuangwas Einwohner sind ganz überwiegend Mongolen, daneben gibt es einige Han, Ewenken, Daur, Hui, Manju und Russen. Qagan Shuangwas ökonomische Basis ist die Wanderviehwirtschaft der Mongolen.

## Administrative Gliederung
Die Staatsweide ist auf Dorfebene in sechs „Verwaltungsbezirke“ (管理区) der Viehhirten untergliedert. Diese sind:
- Erster Verwaltungsbezirk (第一管理区);
- Zweiter Verwaltungsbezirk (第二管理区),
- Verwaltungsbezirk Adud (阿都特管理区);
- Verwaltungsbezirk Galud (嘎洛托管理区,  Gāluòtuō Guǎnlǐqū, auf älteren Karten auch 嘎鲁图,  Gālǔtú und 嘎鲁特,  Gālǔtè);
- Verwaltungsbezirk Hubei (湖北管理区);
- Verwaltungsbezirk Uljitu (乌力吉图管理区).

## Chinesisch-Russische Grenze in Qagan Shuangwa
Im Nordwesten Qagan Shuangwas, kurz nachdem sich der aus Manjur kommende Dalang Olom Gol (russ.: Mutnaya Protoka) mit dem Hailar He zum Ergun vereinigt hat, liegt direkt am Westrand des Verwaltungsbezirks Galud die Insel Abagaitu Zhouzhu und teilt den Ergun, der nordwärts fließend die Staatsgrenze zwischen China und Russland bildet. Die Rückgabe der Insel wurde von China gefordert, seit sie von der Sowjetunion im Zuge des sowjetisch-chinesischen Grenzkriegs 1929 okkupiert worden war. 2004 einigten sich beide Länder darauf, die Insel zu teilen und die entstehende Grenze als völkerrechtlich verbindlich anzuerkennen.

## Weblink
- Qagan Shuangwa auf den Seiten der Bannerchronik; S. 44-46 – Chinesisch

Koordinaten: 49° 24′ N, 118° 6′ O